# Fraisier musqué
Fragaria moschata
Espèce
Classification phylogénétique
Le fraisier musqué (Fragaria moschata), ou Capronier, est une plante herbacée à petit fruit du genre Fragaria et de la famille des Rosaceae.
Ses fraises sont appelées les « fraises caprons » (à ne pas confondre avec le câpron, fruit du câprier). Leur goût est musqué.

## Répartition
L'espèce est européenne.

## Historique
L'espèce a été largement cultivée entre 1400 et 1850 pour ses fruits. C'est la première espèce de Fragaria ayant reçu un nom de cultivar avec Le Chapiron en 1576. Du nom de cette variété est venu le nom capron utilisé pour l'espèce. De nos jours, il n'y a plus de culture commerciale car son rendement est bien moindre que celui de la fraise des jardins mais de nombreux particuliers la cultivent pour la consommation familiale et quelques sélectionneurs s'y intéressent encore.

## Écologie
Il pousse généralement en sous-bois.

## Description
Il est trioïque.

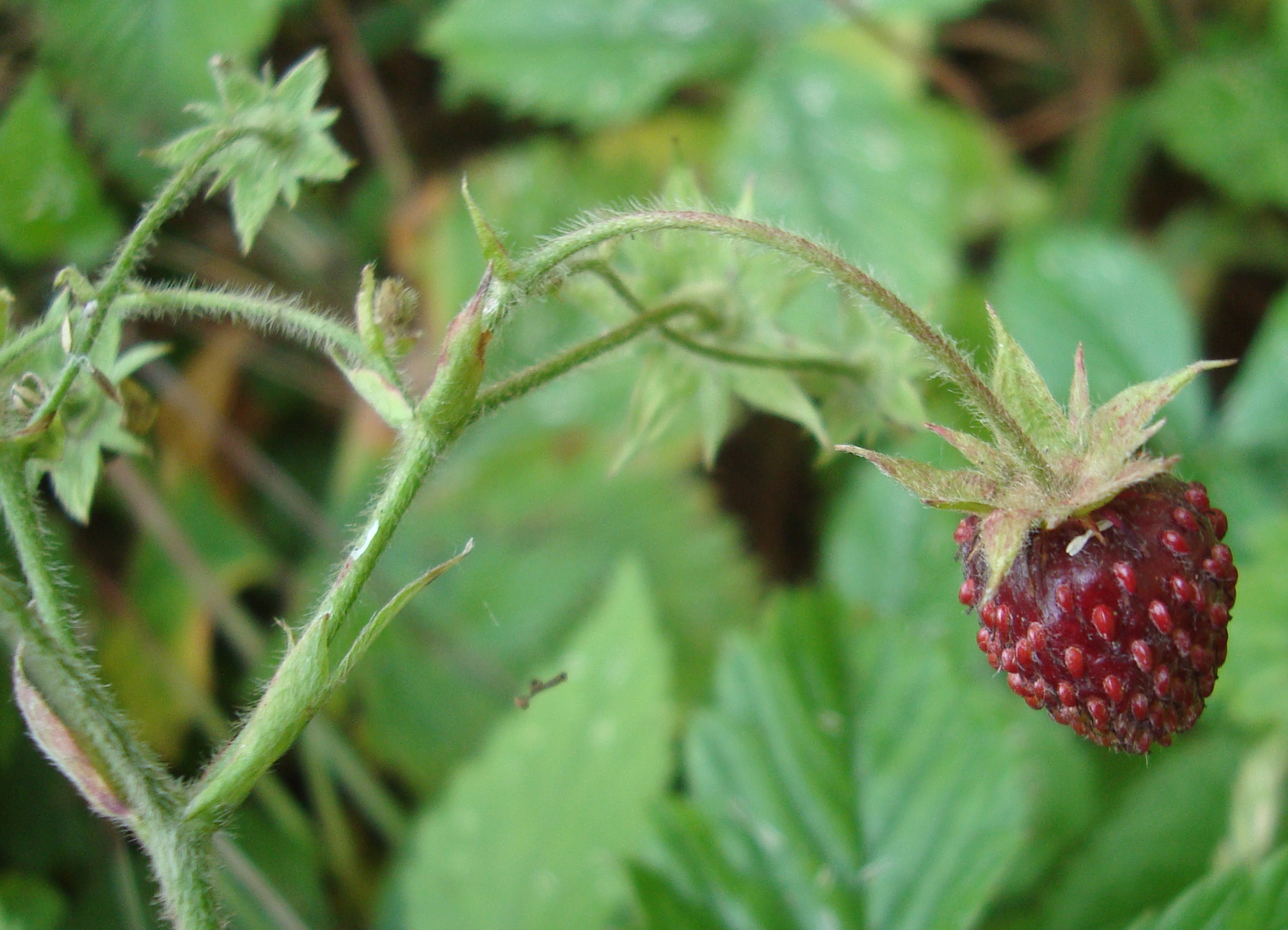
Fraises capron

Les fruits sont plus gros que Fragaria vesca, ils sont rouges à chair blanc-jaune, à l'arôme musqué.
Les fruits ont un parfum différent de celui de la fraise des bois et de la fraise de jardins.
D'après certains auteurs il y aurait plusieurs sous-espèces :
- Fragaria moschata f. rubriflora
- Fragaria moschata subtaxon dioica
- Fragaria moschata subvar calycina
- Fragaria moschata subvar rubriflora

### Variétés
Quelques cultivars :
- Hermaphrodite
  - ‘Askungen’ - (syn. ‘Oke’, ‘Cinderella’) - Sélection suédoise à partir de matériel sauvage
  - ‘Capron royal’ - Fruit coniques, quelquefois remontants. C'est en fait un groupe de clones proches les uns des autres
  - ‘Marie Charlotte’ - Allemagne
  - ‘Rosea’ (syn. ‘Rozeya’, ‘Rozea’) - Russie - issue de semence
- Dioïque
  - ‘Kamptal’ - Autriche - Sélection de matériel sauvage
  - ‘Profumata di Tortona’ - Italie - Hors d'Italie, c'est très souvent le clone femelle qui est vendu sous ce nom. Floraison continue
- Femelle
  - ‘Bauwens’ - Allemagne
  - ‘Capron’ - Différent de ‘Capron royal’. Floraison continue
  - ‘Siegerland’ - Mudersbach en Allemagne
- Mâle
  - ‘Cotta’ - Allemagne - Un clone femelle est détenu par l'obtenteur mais non commercialisé
  - ‘Male’ - Utilisé comme pollinisateur
- Sexe non déterminé
  - ‘1864’ - Hollande - Petit fruits
  - ‘Capron framboisé’ (syn. ‘Capron blanc’) - France
  - ‘Franch musk hautbois’
  - ‘Heilien’ - Hollande
  - ‘Liebermeister’ - (nom provisoire) trouvé en 2010 dans un vieux jardin à Karlsruhe en Allemagne. Des plants similaires ont ensuite été repérés à Stuttgart et en Autriche
  - ‘New black musk hautbois’
  - ‘Parfum royal’ - Suisse - Très proche de ‘Capron royal’.

## Génétique
C'est la seule espèce du genre à être hexaploïde (2n=6x=42).
Cette exception s’expliquerait par le fait qu'il serait un allopolyploïde issu de l'hybridation naturelle d'un vesca tétraploïde avec F.viridis ou F. nubicola
Il est parfois utilisé dans les hybridations pour donner un caractère de tolérance aux faibles luminosités, au froid et aux sols humides. Il est intéressant pour les pays nordiques ou pour son extrême résistance aux maladies foliaires.

## Culture
Il est tolérant à l'ombre au froid et aux sols humides et très résistant aux maladies foliaires

## Synonymie
- Fragaria elatior Ehrh.
- Potentilla moschata (Weston) Prantl